# Álappuzsa
Álappuzsa (malajálam nyelven: ആലപ്പുഴ, angolul: Alappuzha) korábban Aleppi (Alleppey) város DNy-Indiában, a Malabár-part déli részén, Kerala államban. Kocsíntól kb. 60 km-re délre fekszik. Lakossága 174 ezer, elővárosokkal 241 ezer fő volt 2011-ben.
Valószínűleg már az ókor óta virágzó kikötőváros. A hagyomány szerint az 1. század közepén Tamás apostol missziómunkájával jelent meg itt a kereszténység. A város mai karakterét eredményező lendületes fejlődése akkor kezdődött, amikor a travancore-i uralkodók 1762-ben elfoglalták. A kereskedők ezután seregestül érkeztek ide, hogy új raktárait használhassák, felvirágzott a hajóépítés és a kereskedelem. A város alaprajzát a számtalan csatorna határozza meg. A gyarmati időkben ezek fontos kapcsolatot jelentettek a tenger és a belső területek között. Manapság a szállodák és a lagúnákban a hajótúrák jelentik a térség gazdaságának egyik ágát. 

## Fordítás
Ez a szócikk részben vagy egészben  az   Alappuzha című angol Wikipédia-szócikk fordításán alapul.  Az eredeti cikk szerkesztőit annak laptörténete sorolja fel. Ez a jelzés csupán a megfogalmazás eredetét és a szerzői jogokat jelzi, nem szolgál a cikkben szereplő információk forrásmegjelöléseként.
Ez a szócikk részben vagy egészben  az   Alappuzha című német Wikipédia-szócikk fordításán alapul.  Az eredeti cikk szerkesztőit annak laptörténete sorolja fel. Ez a jelzés csupán a megfogalmazás eredetét és a szerzői jogokat jelzi, nem szolgál a cikkben szereplő információk forrásmegjelöléseként.